# Lichoběžníková náprava
Lichoběžníková náprava (též "náprava s krátkým a dlouhým ramenem", příp. "náprava s nestejně dlouhými rameny") je konstrukce nápravy automobilu odvozená od rovnoběžníkové nápravy. Nahoře má typicky A-rameno, které je kratší než rameno dole, které je ve tvaru A nebo L, nebo je to dvojice tlakových ramen (v tomto případě se to nazývá víceprvková náprava nebo náprava se dvěma kulovými klouby).
Čtyřprvkový mechanismus lichoběžníkové nápravy způsobuje změnu odklonu kola vozidla v zatáčce, což pomáhá udržet kontakt pneumatiky s vozovkou a zlepšuje schopnosti vozidla projíždět ostré oblouky. Též to snižuje opotřebení vnější hrany pneumatiky.
Lichoběžníkové nápravy lze klasifikovat jako nízké, kdy je horní kloub na závěsu kola uvnitř průměru kola, a vysoké, kde je tento kloub nad úrovní pneumatiky.

## Nevýhody
Nízké lichoběžníkové nápravy potřebují na straně skeletu vozidla tuhá uložení, protože síly při brzdění a v obloucích jsou vysoké. Mají též tendenci k horší geometrii rejdového čepu kvůli obtížnějšímu složení horního kloubu a brzdového ústrojí dovnitř kola.
Vysoké lichoběžníkové nápravy mají lepší geometrii, ale blízkost závěsu k pneumatice omezuje možnost použití širších plášťů nebo sněhových řetězů. Umístění horního kloubu může mít také dopady na konstrukci podběhu kola.
Lichoběžníkové nápravy vyžadují také náročnější ladění charakteristiky sbíhavosti, protože může snadno vyústit v charakteristiku extrémní nebo s nevhodným průběhem.